# 田勢邦史
田㔟 邦史（たせい くにひと 1981年9月20日- ）は山形県長井市出身の卓球選手。青森山田高等学校、青森大学卒業後、2004年から2013年まで協和発酵キリン卓球部に所属していた。身長180cm。体重68kg。

## 経歴
平成6年度の全日本卓球選手権カデットの部で青木大輔とのペアで優勝を果たした。青森山田高等学校時代には主将を務めてインターハイ団体での連覇を継続、個人でもシングルスで2位、ダブルスでも連覇を果たした。青森大学進学後もインカレ優勝を果たしている。
平成16年度、平成17年度の全日本卓球選手権の男子ダブルスでは倉嶋洋介とのペアで連覇を果たした。
2007年4月28日に同じ卓球選手である田勢美貴江（旧姓高橋）と東武ホテルレバント東京で結婚した。交際のきっかけは、2001年に中国に遠征した大会で美貴江と同室だった福原愛が部屋の鍵をかけて熟睡してしまったため美貴江が部屋に戻れず、邦史と共にトランプをして一夜を過ごしたことである。
2008年1月に行われた全日本卓球選手権の男子シングルスでは優勝した水谷隼から2セットを連取したがその後4セットを連取され（うち3セットはデュース）3位となった。
第50回世界卓球選手権個人戦の混合ダブルスに（妻の田㔟美貴江とのペア）で出場し1回戦でベラルーシペアを破ると2回戦でもイタリアのボボチーカ・ステファノバ組を破った。3回戦でクリスティアン・ズース、シャール組に敗れた。
2013年の全日本卓球選手権大会を以て現役引退。
2021年の2020年東京オリンピックの卓球競技では水谷隼/伊藤美誠の出場する混合ダブルスのベンチコーチを担当し金メダルを獲得。
2021年10月、卓球男子ナショナルチームの監督に就任した。2025年3月末をもって退任。
2025-26シーズンより、Tリーグの琉球アスティーダの監督となる。

## 主な戦績
2004年
- 第38回全日本社会人卓球選手権 男子ダブルス 優勝（倉嶋洋介ペア）

2005年
- 平成16年度全日本卓球選手権大会 男子ダブルス 優勝（倉嶋洋介ペア）

2006年
- 平成17年度全日本卓球選手権大会 男子ダブルス 優勝（倉嶋洋介ペア）

2008年
- 平成19年度全日本卓球選手権大会 男子シングルス 3位、男子ダブルス 準優勝（倉嶋洋介ペア）、混合ダブルス優勝（田勢美貴江ペア）[14]

2009年
- 平成20年度全日本卓球選手権大会 混合ダブルス優勝（田勢美貴江ペア）[15][16]

## テレビ番組
- 卓球ジャパン! 男子日本代表・田勢邦史監督初出演！（2022年12月9日、BSテレ東）[17]